# أوفه ليند
أوفه ليند (بالسويدية: Ove Lind)‏ هو قائد فرقة ‏ وملحن سويدي، ولد في 29 يونيو 1926 في ستوكهولم في السويد، وتوفي في 16 أبريل 1991 في Haninge Municipality ‏ في السويد.

## وصلات خارجية
- أوفه ليند على موقع ميوزك برينز (الإنجليزية)
- أوفه ليند على موقع أول ميوزيك (الإنجليزية)
- أوفه ليند على موقع ديسكوغز (الإنجليزية)